# جان مالوري
جان مالوري (ولد في 22 ديسمبر 1922)، هو عالم أنثروبولوجيا ومستكشف وجغرافي وفيزيائي وكاتب فرنسي. كان هو وكوتسيكيتسوك (أحد أفراد شعب الإسكيمو) أول رجلين يصلان إلى القطب الجيومغناطيسي الأرضي في 29 مايو 1951.
كان مديراً للدراسات في مدرسة الدراسات العليا في العلوم الاجتماعية ومدير ومؤلف سلسلة «الأرض البشرية» (بالفرنسية: Terre Humaine)‏
```
والتي تضمّنت كتابه «آخر ملوك ثول» (1955)، المترجم إلى ثلاث وعشرين لغة وأعمالاً أخرى مهمة عن شعوب 
إنويت
. دافع عن حقوق الأقليات في القطب الشمالي المهددة بالتنمية الصناعية. عينته 
اليونسكو
 سفير النوايا الحسنة لقضايا القطب الشمالي.
```

## الوفاة
توفي جان مالوري في 5 فبراير 2024 عن عمر ناهز الحادية بعد المائة.